# Ivan Balliu
Ivan Balliu Campeny (Caldas de Malavella, Gerona, 1 de enero de 1992) es un futbolista español. Juega en la posición de defensa en el Rayo Vallecano de la Primera División de España. Es internacional con la selección de Albania desde 2017.

## Trayectoria
Formado en las categorías inferiores del Fútbol Club Barcelona, Balliu fue el capitán del Juvenil azulgrana que la temporada 2010-11 que logró el triplete, al conquistar Liga, Copa de Campeones y Copa del Rey.  Esa misma campaña Luis Enrique le dio la oportunidad de debutar como profesional jugando varios partidos con el Barcelona B en Segunda División.
El verano de 2011, Pep Guardiola lo convocó para realizar la pretemporada con el primer equipo a través de Europa y Norteamérica, donde debutaría en un partido amistoso ante el HNK Hajduk Split de Croacia.
A fines de la temporada 2012-13, disputó la Copa Cataluña y el entrenador del primer equipo Tito Vilanova lo convocó para la final del 29 de mayo contra el R. C. D. Espanyol. El club azulgrana consiguió el trofeo a través de los penales luego del empate 1-1.
Luego de haber estado durante toda su vida como azulgrana, en 2013 no se le renovó su contrato por lo que debió abandonar a sus compañeros. Después de este duro golpe, fue lanzada la línea de ropa juvenil Gorgeous Style la cual fue creada por Sergi Gómez, Marta Soler y el propio Balliu. La marca tenía la intención de transmitir los valores de deportividad, competitividad y humildad que les fueron inculcados en La Masía.
En el verano de 2013 fichó por el F. C. Arouca portugués.
En 2015 fichó por el Football Club de Metz de la Ligue 2 de Francia donde consiguió el ascenso a Ligue 1.
El 12 de agosto de 2019 firmó por 2 temporadas más una opcional con la U. D. Almería tras desvincularse del F. C. Metz. Pasados esos dos años abandonó el club habiendo jugado un total de 67 partidos. Un par de semanas después se comprometió con el Rayo Vallecano hasta 2023.

## Selección nacional
El jugador ha disputado distintos partidos con las menores de la selección española, 3 con la selección sub-16 y 3 con la selección sub-17.
Tras descubrirse su ascendencia albanesa por vía paterna, fue convocado por la selección absoluta de Albania para los partidos contra Liechtenstein y Macedonia, de clasificación para la Copa Mundial de Fútbol de 2018, disputados el 2 y 5 de septiembre de 2017, aunque no llegó a debutar. Finalmente debutó ante España el 6 de octubre de 2017 en un partido de clasificación para el Mundial de Rusia 2018.
Fue convocado para participar en la Eurocopa 2024. Se estrenó en el torneo en el último partido de la fase de grupos ante España en el que la selección albanesa fue derrotada y quedó eliminada.

### Participaciones en Eurocopas
| Copa          | Sede     | Resultado    | Partidos | Goles |
| ------------- | -------- | ------------ | -------- | ----- |
| Eurocopa 2024 | Alemania | Primera fase | 1        | 0     |

## Clubes y estadísticas
Actualizado al último partido disputado el 24 de mayo de 2025.
| Club                         | Div.          | Temporada     | Liga  | Liga  | Copas nacionales | Copas nacionales | Copas Internacionales | Copas Internacionales | Total | Total |
| Club                         | Div.          | Temporada     | Part. | Goles | Part.            | Goles            | Part.                 | Goles                 | Part. | Goles |
| ---------------------------- | ------------- | ------------- | ----- | ----- | ---------------- | ---------------- | --------------------- | --------------------- | ----- | ----- |
| F. C. Barcelona "B" · España | 2.ª           | 2010-11       | 2     | 0     | —                | —                | —                     | —                     | 2     | 0     |
| F. C. Barcelona "B" · España | 2.ª           | 2011-12       | 20    | 0     | —                | —                | —                     | —                     | 20    | 0     |
| F. C. Barcelona "B" · España | 2.ª           | 2012-13       | 31    | 0     | —                | —                | —                     | —                     | 31    | 0     |
| F. C. Barcelona "B" · España | Total club    | Total club    | 53    | 0     | —                | —                | —                     | —                     | 53    | 0     |
| F. C. Arouca Portugal        | 1.ª           | 2013-14       | 26    | 0     | 5                | 0                | —                     | —                     | 31    | 0     |
| F. C. Arouca Portugal        | 1.ª           | 2014-15       | 32    | 0     | 4                | 0                | —                     | —                     | 36    | 0     |
| F. C. Arouca Portugal        | Total club    | Total club    | 58    | 0     | 9                | 0                | —                     | —                     | 67    | 0     |
| F. C. Metz Francia           | 2.ª           | 2015-16       | 24    | 1     | 3                | 0                | —                     | —                     | 27    | 1     |
| F. C. Metz Francia           | 1.ª           | 2016-17       | 27    | 0     | 3                | 0                | —                     | —                     | 30    | 0     |
| F. C. Metz Francia           | 1.ª           | 2017-18       | 25    | 0     | 3                | 0                | —                     | —                     | 28    | 0     |
| F. C. Metz Francia           | 2.ª           | 2018-19       | 28    | 0     | 5                | 1                | —                     | —                     | 33    | 1     |
| F. C. Metz Francia           | Total club    | Total club    | 104   | 1     | 14               | 1                | —                     | —                     | 118   | 2     |
| U. D. Almería · España       | 2.ª           | 2019-20       | 32    | 1     | 0                | 0                | —                     | —                     | 32    | 1     |
| U. D. Almería · España       | 2.ª           | 2020-21       | 34    | 0     | 1                | 0                | —                     | —                     | 35    | 0     |
| U. D. Almería · España       | Total club    | Total club    | 66    | 1     | 1                | 0                | —                     | —                     | 67    | 1     |
| Rayo Vallecano · España      | 1.ª           | 2021-22       | 35    | 1     | 5                | 0                | —                     | —                     | 40    | 1     |
| Rayo Vallecano · España      | 1.ª           | 2022-23       | 37    | 0     | 0                | 0                | —                     | —                     | 37    | 0     |
| Rayo Vallecano · España      | 1.ª           | 2023-24       | 33    | 0     | 0                | 0                | —                     | —                     | 33    | 0     |
| Rayo Vallecano · España      | 1.ª           | 2024-25       | 25    | 0     | 4                | 0                | —                     | —                     | 29    | 0     |
| Rayo Vallecano · España      | Total club    | Total club    | 130   | 1     | 9                | 0                | —                     | —                     | 139   | 1     |
| Total carrera                | Total carrera | Total carrera | 411   | 3     | 33               | 1                | —                     | —                     | 444   | 4     |

## Palmarés

### Campeonatos nacionales
| Título               | Club                        | País   | Año  |
| -------------------- | --------------------------- | ------ | ---- |
| División de Honor    | F. C. Barcelona Juvenil "A" | España | 2011 |
| Copa de Campeones    | F. C. Barcelona Juvenil "A" | España | 2011 |
| Copa del Rey Juvenil | F. C. Barcelona Juvenil "A" | España | 2011 |